# Nelson Barbour
Nelson Homer Barbour (ur. 1824, zm. 1905) – amerykański kaznodzieja adwentystyczny, głosiciel poglądu o niewidzialnym powrocie Chrystusa w 1874 roku. Wywarł wpływ na poglądy Charlesa Taze Russella, z którym jednak później poróżnił się.

## Życiorys
Wychowany w rodzinie prezbiteriańskiej, wstąpił do Kościoła metodystycznego i przygotowywał się do zostania duchownym. Z powodu budzących się w nim wątpliwości odnośnie do nauki o powszechnym zbawieniu przyłączył się jednak ostatecznie do millerystów, oczekując zapowiedzianego na 1844 rok koniec świata. Gdy jednak spodziewana paruzja nie nastąpiła, stracił wiarę i wyjechał do Australii, gdzie przez kilka lat pracował jako górnik i poszukiwacz złota.
W 1859 roku powrócił do Ameryki. W trakcie podróży powrotnej zaczął studiować Biblię, odzyskując utraconą wcześniej wiarę. Na podstawie książki Edwarda Bishopa Elliotta Horae Apocalypticae (Godziny Apokalipsy) zawierającej chronologię wielebnego Christophera Bowena wywiedzioną od Adama, która wskazywała, że sześć tysięcy lat istnienia człowieka upływa w roku 1873, doszedł do wniosku, iż obliczenia Williama Millera, wskazujące na rok 1843 lub 1844, były błędne. Uznał, że powrót Chrystusa nastąpi w roku 1873. Zaczął publicznie rozgłaszać swoją doktrynę o nadchodzącym końcu czasów; w 1870 roku opublikował książkę Evidences for the Coming of the Lord in 1873, or The Midnight Cry (Dowody przyjścia Pana w 1873 roku albo Krzyk o Północy), a od 1873 zaczął wydawać czasopismo „The Midnight Cry” (Krzyk o Północy), które ze względu na oczekiwany powrót Chrystusa zmieniło szybko tytuł na „Herald of the Morning” (Zwiastun Poranka).

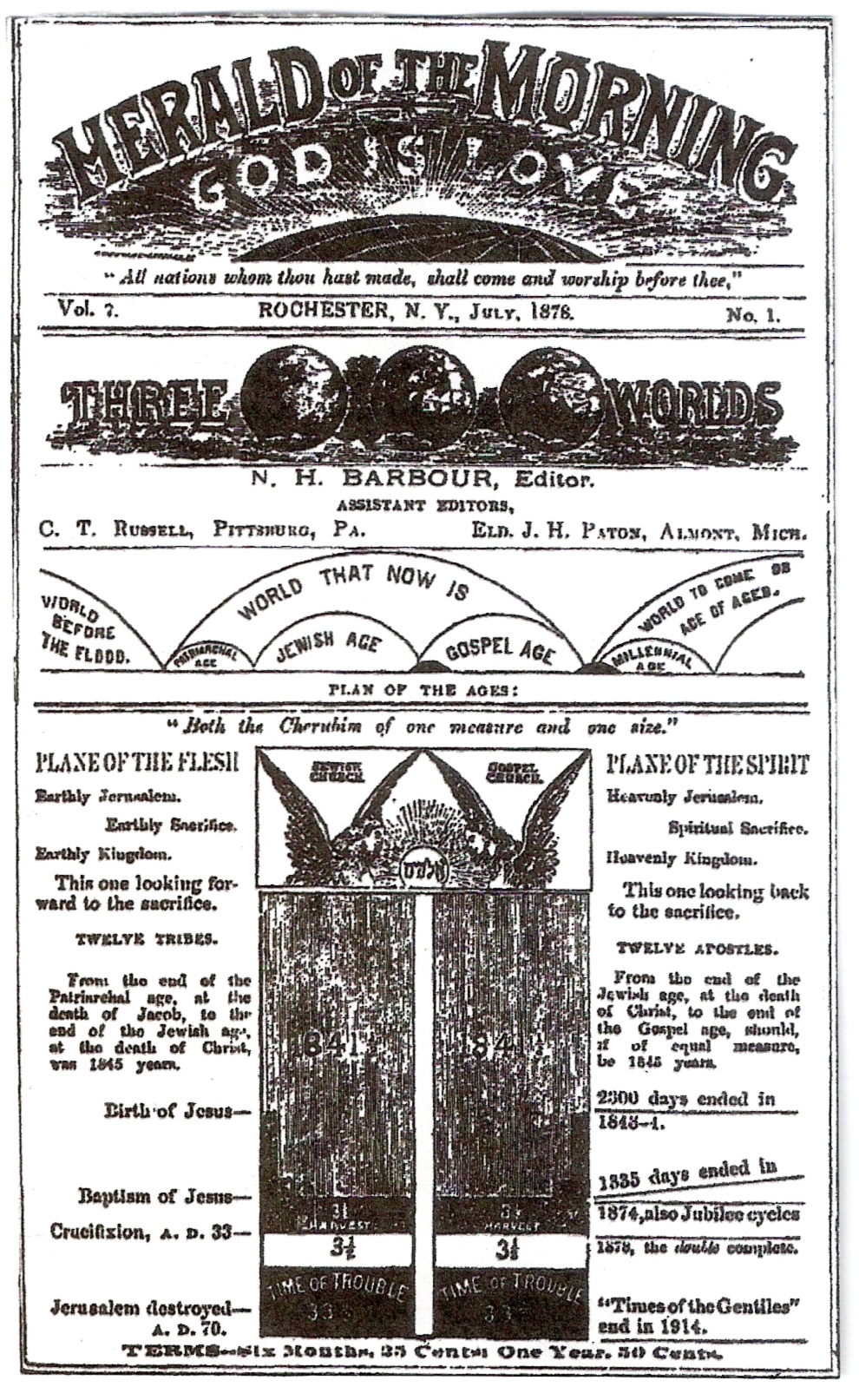
Strona tytułowa Herald of the Morning z lipca 1878 roku

Wraz z upływem roku 1873 wyznaczył nową datę przyjścia Chrystusa na jesień 1874 roku. Gdy również ta data minęła, Barbour, opierając się na nowej interpretacji wersetów Mt 24:27, 37 i 39 według przekładu The Emphatic Diaglott, gdzie grecki termin παρουσία (paruzja) oddano nie jako angielskie „coming” (przyjście) lecz użyto zwrotu „presence” (obecność), zaczął nauczać o niewidzialnej obecności Chrystusa na ziemi.
W styczniu 1876 roku jeden z numerów „Herald of the Morning” trafił w ręce Charlesa Taze Russella, który wkrótce nawiązał współpracę z Barbourem, wnosząc także spore środki finansowe na dalsze wydawanie czasopisma. W 1877 roku opublikowali wspólnie książkę Three Worlds and the Harvest of This World (Trzy światy i żniwo tego świata). Drogi obydwu szybko się jednak rozeszły, gdy Barbour oczekiwał w roku 1878 zmartwychwstania umarłych i porwania wiernych do nieba. Nie zaakceptował on poglądu Russella, iż w 1878 roku rozpoczęło się zmartwychwstawanie „klasy niebiańskiej”. Poróżniła ich także sprawa śmierci Jezusa, której charakter w formie okupu za grzeszników odrzucał Barbour. Po wymianie polemik na łamach „Herald of the Morning” współpraca została zerwana, a Russell założył w 1879 roku własne pismo, „Strażnicę Syjońską”. Część współpracowników Barboura (John H. Paton, Albert D. Jones) opowiedziała się po stronie Russella. Barbour dzięki środkom otrzymanym wcześniej od Russella kontynuował przez pewien czas wydawanie „Herald of the Morning”, jednak wraz z ich wyczerpaniem zawiesił czasopismo. Ostatni jego numer ukazał się w 1903 roku.
W 1879 roku odbył podróż do Wielkiej Brytanii, Kanady i Australii. Jego poglądy nie spotkały się jednak ze zrozumieniem adwentystycznych współwyznawców. Na łamach „Advent Christian Times” ukazały się artykuły krytykujące Barboura i Russella, zaś sam Barbour został wydalony z nowojorskiego zgromadzenia Kościoła Chrześcijan Adwentystów.
W 1905 roku na własny koszt wydał książkę Washed in the Blood (Obmyci we krwi) w wydawnictwie Unique Book Company z Rochester. Książka nie sprzedała się dobrze i Barbour stracił zainwestowane fundusze, w wyniku czego przestał się angażować w działalność wydawniczą.